# ベン・ヒューズ
ベン・ヒューズ（Ben Hughes、1994年10月24日 - ）は、シドニー大学ラグビークラブに所属するオーストラリア出身のラグビーユニオン選手。

## プロフィール
- ポジションはスタンドオフ(SO)、センター(CTB)。
- 身長178cm、体重90kg[2]。

## 略歴
シドニー大学ラグビークラブを経て、2021年、NECグリーンロケッツ東葛に加入。
2022年5月1日に行われたJAPAN RUGBY LEAGUE ONE第15節埼玉ワイルドナイツ戦にて途中出場で日本での公式戦に初出場した。同年6月、NECグリーンロケッツ東葛を退団して、シドニー大学ラグビークラブに復帰。